# Polzela
Polzela este o localitate din comuna Polzela, Slovenia, cu o populație de 2.375 de locuitori.